# Thukydides (Sokrates)
Thukydides (altgriechisch Θουκυδίδης Thoukydídēs; * um 439 v. Chr.) war ein Enkel des oligarchisch gesinnten athenischen Politikers Thukydides und ein Schüler des berühmten Philosophen Sokrates.
Die Familie stammte aus dem Demos Alopeke. Der Politiker Thukydides, der von dem gleichnamigen Geschichtsschreiber zu unterscheiden ist, war als Repräsentant der oligarchischen Richtung ein profilierter Gegner des demokratisch gesinnten Staatsmanns Perikles. Er unterlag in der Auseinandersetzung und musste in die Verbannung gehen. Sein Sohn Melesias hatte einen Sohn, den jüngeren Thukydides, dem er – einer verbreiteten Gewohnheit folgend – den Namen des Großvaters gab. Als der jüngere Thukydides etwa fünfzehn Jahre alt war, suchte Melesias für ihn einen tüchtigen Lehrer und entschied sich für Sokrates, der ebenfalls aus Alopeke stammte. Diese Entscheidung fiel bei einer Begegnung, die Platon in seinem Dialog Laches schildert. Der jüngere Thukydides, der im Laches zu den Anwesenden gehört, aber nur ganz kurz zu Wort kommt, hatte Sokrates schon früher geschätzt und mit Bewunderung von ihm gesprochen. Melesias, der selbst im öffentlichen Leben kaum hervorgetreten war, hoffte, sein Sohn werde dem gleichnamigen Großvater nacheifern und wie dieser berühmt werden, wenn er einen dazu anspornenden Unterricht erhielt. Allerdings zögerte Sokrates anfangs, den Wunsch des Melesias zu erfüllen, und bestritt seine besondere Kompetenz zur Ausführung des Erziehungsauftrags.
Offenbar blieb der jüngere Thukydides längere Zeit bei Sokrates. In dem Platon zugeschriebenen Dialog Theages, dessen Echtheit umstritten ist, ist davon die Rede, dass Thukydides mit Sokrates stritt; er soll gegenüber seinem Lehrer arrogant aufgetreten sein.